# Michael Stolle
Michael Stolle (ur. 17 grudnia 1974 w Buxtehude) – niemiecki lekkoatleta, tyczkarz.
W Walencji 1998 zdobył tytuł halowego wicemistrza Europy. Do jego osiągnięć należy również srebrny medal halowych mistrzostw świata (Birmingham 2003). Ma w swoim dorobku również srebrny medal światowych wojskowych igrzysk sportowych (Zagrzeb 1999). Na Igrzyskach Olimpijskich w  Atlancie 1996 zajął 9. miejsce, Igrzyskach Olimpijskich w Sydney 2000 był czwarty. Jeden raz był mistrzem Niemiec na otwartym stadionie (1996) i trzykrotnie w hali (1997, 1998, 2001).
Swój rekord życiowy (5,95 m) ustanowił 18 sierpnia 2000 w Monaco.
Jego trenerem był Leszek Klima.